# مشيرعة (السبرة)

تعديل مصدري - تعديل

مشيرعة محلة تابعة لقرية سبره بني عاطف، التابعة لعزلة بني عاطف بمديرية السبرة إحدى مديريات محافظة إب في الجمهورية اليمنية.، بلغ تعداد سكانها 85 حسب تعداد اليمن لعام 2004.